# Quien se atreve, gana
"Quien se atreve, gana" ha sido el lema de varias unidades élite de Fuerzas especiales alrededor del mundo. 

## En otros idiomas
- En latín: Qui audet adipiscitur
- En alemán: Wer wagt, gewinnt
- En francés: Qui ose gagne
- En griego:  Ο τολμών νικά (pronunciado O tolmón niká)
- En hebreo: המעז מנצח (pronunciado HaMe'ez Menatzeakh)
- En inglés: Who Dares Wins
- En polaco: Kto ryzykuje, wygrywa.
- En español: Quien se atreve, gana.

## Naciones y Unidades
| Nación                   | Unidad                                                           | Notas                                                                    |
| ------------------------ | ---------------------------------------------------------------- | ------------------------------------------------------------------------ |
| Bandera del Reino Unido  | Servicio Aéreo Especial                                          | Primero en usar este lema                                                |
|                          | Servicio Especial del Aire rodesio                               | Dejó de usarse en 1980                                                   |
| Bandera de Grecia        | Primera Brigada Paracaidista - Comando de Operaciones Especiales |                                                                          |
| Bandera de Australia     | Regimiento de Servicio Aéreo Especial                            |                                                                          |
| Bandera de Nueva Zelanda | Servicio Aéreo Especial de Nueva Zelanda                         |                                                                          |
| Bandera de Francia       | Primer Regimiento de Paracaídas de la Infantería de Marina       | en francés 1.er Régiment Parachutiste d'Infanterie de Marine, 1.er RPIMa |
| Bandera de Chipre        | Grupo Táctico Chipriota                                          |                                                                          |
| Bandera de Israel        | Sayeret Matkal                                                   |                                                                          |
| Bandera de Bélgica       | Primer Batallón Paracaidista                                     |                                                                          |

- Datos: Q3352983